# Apriona irma
Apriona irma là một loài bọ cánh cứng trong họ Cerambycidae.